# تود كاري
تود كاري (بالإنجليزية: Todd Carey)‏ هو مغني ومغن مؤلف أمريكي، ولد في القرن العشرين في وينتكا في الولايات المتحدة.

## وصلات خارجية
- الموقع الرسمي